# Haute Randonnée Pyrénéenne

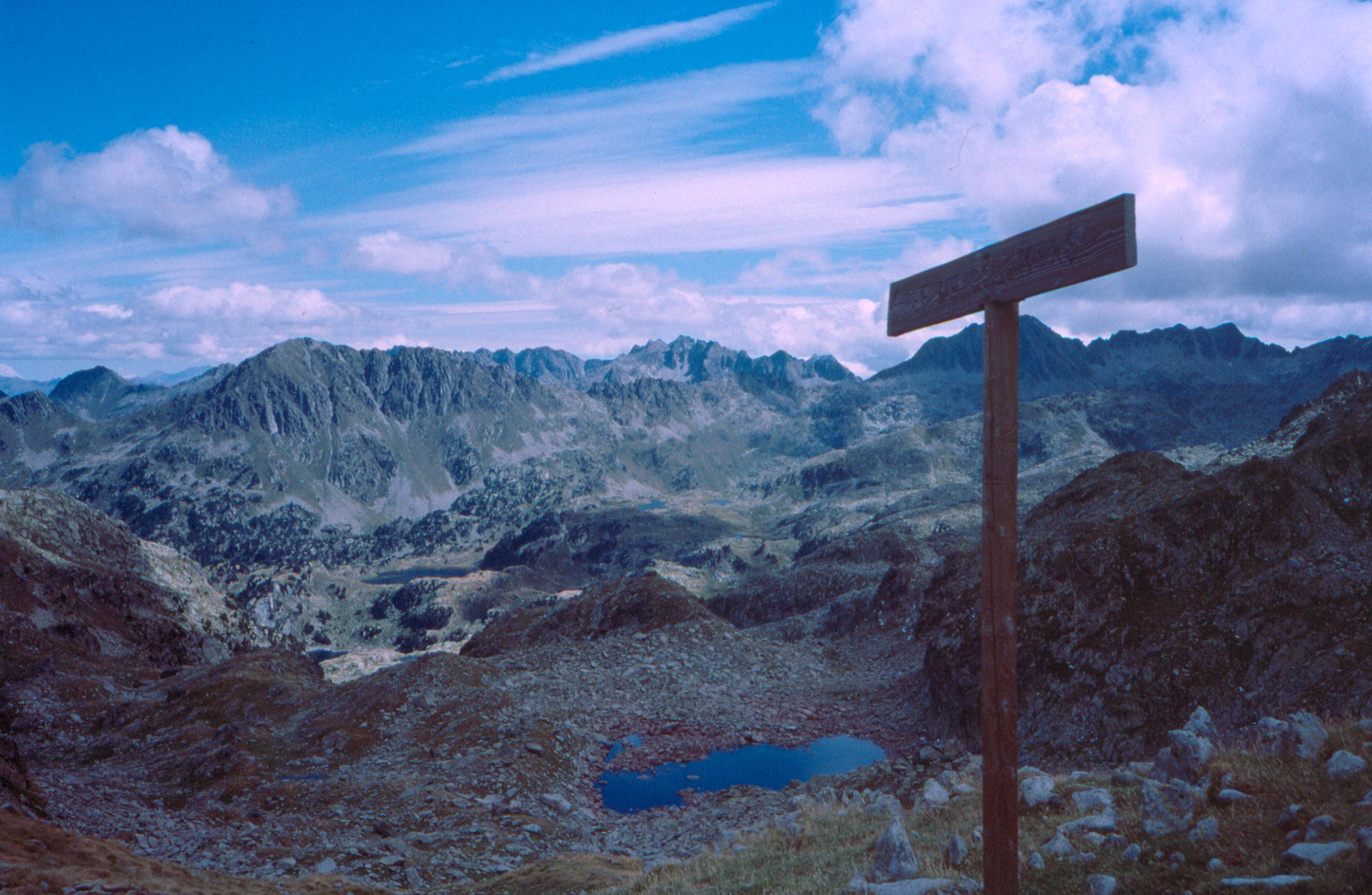
GR 11 dans les Pyrénées espagnoles

Una Alta Ruta Pirenaica, conocida como HRP por sus iniciales en francés (Haute Route des Pyrénées o Haute Randonnée Pyrénéenne), es un sendero de alta montaña en la frontera francoespañola.
Sale del mar Cantábrico (Hendaya) y llega al mar Mediterráneo (Banyuls-sur-Mer).